# Secrétaire royal
Ne doit pas être confondu avec Secrétaire du roi.
Le secrétaire Royal (Basilikos Grammateus, Secretarius Regius) est une position à la cour d'un monarque généralement chargé de communiquer les souhaits du souverain aux autres membres du gouvernement. Il peut avoir un certain nombre d'autres fonctions. Dans la plupart des cas, le secrétaire du roi est un proche conseiller du monarque. Dans certains cas, l'office de secrétaire royal s'est transformé en secrétaire d'État.

## Grande-Bretagne
Depuis 1805, le secrétaire royal de Grande-Bretagne est appelé secrétaire particulier du souverain.

### Angleterre
- Thomas Cromwell fut le secrétaire royal d'Henri VIII de 1534 à 1540.

### Écosse
- Thomas Erskine (en) fut secrétaire royal de Jacques V d'Écosse de 1524 à 1525.
- Patrick Hepburn (en) fut secrétaire royal de Jacques V d'Écosse de mar 1525 à juin 1526
- David Ricco (David Rizzio) fut secrétaire royal de Marie Stuart.

## Pologne
Sous Ladislas II Jagellon (de 1387 à 1423), le secrétaire du roi est appelé notaire royal. Sous la dynastie des Jagellon les secrétaires royaux sont responsables de la correspondance royale. Ils représentent le roi lors des sejms régionales et règlent toutes sortes de problèmes le plus souvent financiers, traitent la correspondance diplomatique et rédigent les documents publics les plus importants. Ils sont aussi amenés à résoudre les différends entre les courtisans. Après l'extinction de la dynastie jagellon, les rois élus maintiennent cet office. Le secrétaire royal a souvent beaucoup de pouvoir.
- Zbigniew Oleśnicki fut secrétaire royal de Ladislas de 1401 à 1434
- Mikołaj Lasocki (pl) fut secrétaire royal de Ladislas en 1423
- Piotr Gamrat (en) fut secrétaire royal de Sigismond Ier
- Marcin Kromer fut secrétaire royal de Sigismond Ier et Sigismond II en 1545
- Łukasz Górnicki fut secrétaire royal de Sigismond II
- Paweł Górnicki (pl) fut secrétaire royal de Sigismond II
- Stanisław Hozjusz fut secrétaire royal de Sigismond II de 1538 à 1549
- Stanislaw Bojanowski fut secrétaire royal de Sigismond II de 1543 à
- Jan Borukowski (en) fut secrétaire royal de Sigismond II de 1553 à 1566
- Jan Kochanowski fut secrétaire royal de Sigismond II en 1564
- Andrzej Patrycy Nidecki (pl) fut secrétaire royal de Sigismond II en 1560, Anna Jagellon en 1572, Étienne Báthory en 1576
- Jan Zamoyski fut secrétaire royal de Sigismond II de 1566 à 1572
- Maciej Konopacki fut secrétaire royal de Sigismond III de 1587 à 1590
- Stanisław Łubieński (en) fut secrétaire royal de Sigismond III de 1591 à 1613
- Paweł Piasecki (en) fut secrétaire royal de Sigismond III de 1613 à 1627
- Jan Andrzej Morsztyn fut secrétaire royal de Jean II Casimir de 1656 à 1668

## Sources
- (en) Cet article est partiellement ou en totalité issu de l’article de Wikipédia en anglais intitulé « Royal Secretary » (voir la liste des auteurs).